# Антім Пангхал
Антім Пангхал (англ. Antim Panghal; нар. 31 серпня 2004, село Бхагана, округ Гісар, штат Хар'яна) — індійська борчиня вільного стилю, бронзова призерка чемпіонату світу, срібна призерка чемпіонату Азії, бронзова призерка Азійських ігор. Багаторазова призерка чемпіонатів Азії та світу у молодших вікових групах. У тому числі ставала чемпіонкою Азії серед молоді та двічі чемпіонкою світу серед молоді.

## Життєпис
Антім Пангхал народилася 31 серпня 2004 року в селі Бхагана округу Гісар у штаті Хар'яна. Вона четверта з п'яти дітей, народжених Рамом Нівасом Пангхалом і Крішною Кумарі.
Її старша сестра Саріта, що є гравцем кабадді на національному рівні, доклала велику зусиль до звернення молодшої сестри до боротьби. Коли Антім було лише 10 років, Саріта відвела її на стадіон Махавір у місті Гісар в секцію боротьби.
Спочатку батько не був впевнений у доцільності зайнять доньки боротьбою. Однак після постійних прохань тренера Антіма Рошні він нарешті поступився та пішов ва-банк.
Спочатку супроводжуючи Антім та Саріту в їхніх 20-кілометрових щоденних поїздках на тренування на стадіон Махавір у місті Гісар, Рам Нівас домовився, щоб двоє братів і сестер залишилися біля тренувального центру, перш ніж поступово переселити туди свою родину.
Зрештою він збудував будинок у місті, обладнав хлів для худоби, щоб забезпечити доньку буйволиним молоком, бо не довіряв молоку, що продавалося в місті. Зрештою це принесло чималі дивіденди як його родині, так і індійській боротьбі.
Антім швидко прогресувала. У 2020 році у віці 17 років вона виграла золоту медаль на юніорському чемпіонаті Азії та подвоїла срібло на молодіжному чемпіонаті Азії, перемігши суперниць, набагато старших за неї.
Через два рокиу Антім Пангхал виграла історичну золоту медаль на Чемпіонаті світу з боротьби U-20 2022 у Софії та ставши першою індікою (як серед чоловіків, так і серед жінок, яка виграла титул в історії цих змагань. Через рік вона успішно захистить свою корону в Аммані, ставши єдиною дворазовою чемпіонкою світу серед юніорів з Індії.
Згодом Антім на дорослому рівні склала гідну конкуренцію у ваговій категорії до 53 кг своїй основній суперниці за місце у збірній — призерці чемпіонатів світу та Азії, чемпіонці Азійських ігор, чемпіонатів та ігор Співдружності, учасниці двох Олімпійських ігор Вінеш Фогат, яка на 10 років старша за неї. Зрештою, саме Антім, вигравши бронзу чемпіонату світу 2023 року, здобула право представляти Індію на літніх Олімпійських іграх 2024 року в Парижі.

## Спортивні результати на міжнародних змаганнях

### Виступи на Чемпіонатах світу
| Змагання                        | Збірна | Вагова категорія          | Місце  |
| ------------------------------- | ------ | ------------------------- | ------ |
| Чемпіонат світу з боротьби 2023 | UWW    | жіноча боротьба, до 53 кг | Бронза |

### Виступи на Чемпіонатах Азії
| Змагання                       | Збірна | Вагова категорія          | Місце  |
| ------------------------------ | ------ | ------------------------- | ------ |
| Чемпіонат Азії з боротьби 2023 | Індія  | жіноча боротьба, до 53 кг | Срібло |

### Виступи на Азійських іграх
| Змагання           | Збірна | Вагова категорія          | Місце  |
| ------------------ | ------ | ------------------------- | ------ |
| Азійські ігри 2022 | Індія  | жіноча боротьба, до 53 кг | Бронза |

### Виступи на інших змаганнях
| Змагання               | Збірна | Вагова категорія          | Місце  |
| ---------------------- | ------ | ------------------------- | ------ |
| Турнір Зухає Сгає 2022 | Індія  | жіноча боротьба, до 53 кг | Золото |

### Виступи на змаганнях молодших вікових груп
| Змагання                                      | Збірна | Вагова категорія          | Місце  |
| --------------------------------------------- | ------ | ------------------------- | ------ |
| Чемпіонат Азії з боротьби серед кадетів 2018  | Індія  | жіноча боротьба, до 46 кг | Срібло |
| Чемпіонат Азії з боротьби серед кадетів 2019  | Індія  | жіноча боротьба, до 49 кг | 5      |
| Чемпіонат світу з боротьби серед кадетів 2019 | Індія  | жіноча боротьба, до 49 кг | 12     |
| Чемпіонат світу з боротьби серед кадетів 2021 | Індія  | жіноча боротьба, до 53 кг | Бронза |
| Чемпіонат Азії з боротьби серед молоді 2022   | Індія  | жіноча боротьба, до 53 кг | Срібло |
| Чемпіонат Азії з боротьби серед молоді 2022   | Індія  | жіноча боротьба, до 53 кг | Золото |
| Чемпіонат світу з боротьби серед молоді 2022  | Індія  | жіноча боротьба, до 53 кг | Золото |
| Чемпіонат світу з боротьби серед молоді 2023  | Індія  | жіноча боротьба, до 53 кг | Золото |